# Баскетбол на літніх Олімпійських іграх 2016 (склади, чоловіки)
У цій статті представлено склади команд, які взяли участь у чоловічому турнірі з баскетболу на Літніх Олімпійських іграх 2016 у Ріо-де-Жанейро.

## Група A

### Австралія
Нижче наведено склад збірної Австралії в турнірі з баскетболу на літніх Олімпійських іграх 2016.

### Китай
Нижче наведено склад збірної Китаю в турнірі з баскетболу на літніх Олімпійських іграх 2016.

### Франція
Нижче наведено склад збірної Франції в турнірі з баскетболу на літніх Олімпійських іграх 2016.

### Сербія
Нижче наведено склад збірної Сербії в турнірі з баскетболу на літніх Олімпійських іграх 2016.

### США
Нижче наведено склад збірної США в турнірі з баскетболу на літніх Олімпійських іграх 2016.

### Венесуела
Нижче наведено склад збірної Венесуели в турнірі з баскетболу на літніх Олімпійських іграх 2016.

## Група B

### Аргентина
Нижче наведено склад збірної Аргентини в турнірі з баскетболу на літніх Олімпійських іграх 2016.

### Бразилія
Нижче наведено склад збірної Бразилії в турнірі з баскетболу на літніх Олімпійських іграх 2016.

### Хорватія
Нижче наведено склад збірної Хорватії в турнірі з баскетболу на літніх Олімпійських іграх 2016.

### Литва
Нижче наведено склад збірної Литви в турнірі з баскетболу на літніх Олімпійських іграх 2016.

### Нігерія
Нижче наведено склад збірної Нігерії в турнірі з баскетболу на літніх Олімпійських іграх 2016.

### Іспанія
Нижче наведено склад збірної Іспанії в турнірі з баскетболу на літніх Олімпійських іграх 2016.